# Udo Kier
Udo Kier, egentligen Udo Kierspe, född 14 oktober 1944 i Köln, Tyskland, är en tysk skådespelare. Han har arbetat med flera berömda regissörer däribland Rainer Werner Fassbinder, Lars von Trier, Gus Van Sant, Dario Argento med flera. Han medverkar också i datorspelen Command & Conquer: Red Alert 2 som Yuri och Call of Duty: WWII. Han har framför allt medverkat i skräckfilmer och konstfilm, men även i stora Hollywoodfilmer.

## Biografi
Kier föddes i Köln nära slutet av andra världskriget. Sjukhuset där han föddes blev bombat stunden efter att han blev född. Under sin ungdom arbetade han som ministrant och kantor. Han flyttade till Storbritannien för att lära sig engelska.

## Karriär
Udo Kier gjorde sin filmdebut i Michael Sarnes Road to St. Tropez (1966). 1970 kom filmen Mark of the Devil, som blev förbjuden i flera länder. Kier träffade senare Paul Morrissey som erbjöd honom rollen i Flesh for Frankenstein (1973) och Blood for Dracula (1974). Under 70-talet medverkade han även i bland annat Just Jaeckins filmatisering av Berättelsen om O (1975) och Dario Argentos Flykten från helvetet (1977). 
Från 1990-talet och framåt har han även medverkat i ett stort antal amerikanska filmer, ofta i biroller, bland annat i På drift mot Idaho, Barb Wire, Den galopperande detektiven, Blade och Armageddon. Han har även medverkat i de flesta av Lars von Triers filmer. Han är även gudfar åt von Triers dotter. Förutom Blood for Dracula och Blade har han medverkat i ett flertal andra vampyrfilmer, bland annat Modern Vampires, Shadow of the Vampire och Dracula 3000.

## Privatliv
Kier är öppet homosexuell. Kier var tidigare ihop med tyske regissören Rainer Werner Fassbinder. Han flyttade till Palm Springs, Kalifornien 1991.

## Filmografi (urval)
- 1970 – Mark of the Devil
- 1973 – Flesh for Frankenstein
- 1974 – Blood for Dracula
- 1975 – Berättelsen om O
- 1976 – Spermula
- 1977 – Flykten från helvetet
- 1984 – En ryss i New York (okrediterad)
- 1991 – Europa
- 1991 – My Own Private Idaho
- 1993 – Kär i karriären
- 1994 – Den galopperande detektiven
- 1994 – Barb Wire
- 1994 – Riket (TV-serie)
- 1995 – Johnny Mnemonic
- 1996 – Breaking the Waves
- 1997 – Riket II (TV-serie)
- 1998 – Armageddon
- 1998 – Blade
- 1999 – End of Days
- 2000 – Shadow of the Vampire
- 2000 – Dancer in the Dark
- 2001 – Megiddo: The Omega Code 2
- 2001 – Invincible
- 2003 – Dogville
- 2004 – Surviving Christmas
- 2004 – Dracula 3000
- 2004 – Modigliani
- 2005 – Manderlay
- 2006 – BloodRayne
- 2007 – Halloween
- 2007 – Fall Down Dead
- 2007 – Grindhouse
- 2007 – Tell
- 2007 – Terza madre
- 2008 – Sinners & Saints
- 2009 – Night of the Templar
- 2009 – House of Boys
- 2009 – Wasington
- 2009 – King Shot
- 2009 – Metropia
- 2011 – Melancholia
- 2012 – Iron Sky
- 2012 – The Lords of Salem
- 2013 – Nymphomaniac
- 2017 – Downsizing
- 2023 – Hunters (TV-serie)
- 2025 – The Secret Agent

## Datorspel
- 2000 – Command & Conquer: Red Alert 2
- 2001 – Command & Conquer: Yuri's Revenge
- 2017 - Call of Duty: WWII (röst)